# Incisalia
Genre
Incisalia est un genre de lépidoptères (papillons) nord-américains de la famille des Lycaenidae et de la sous-famille des Theclinae.

## Taxonomie
Le genre Incisalia a été décrit par l'entomologiste américain Samuel Hubbard Scudder en 1872. Son espèce type est Licus niphon Hübner.
Le statut de ce taxon est débattu : de nombreuses sources le considèrent comme un sous-genre ou un synonyme du genre Callophrys Billberg 1820.

## Noms vernaculaires
Les Incisalia  sont appelés Elfins en anglais.

## Répartition
Les espèces du genre Incisalia ont toutes leur aire de répartition en Amérique du Nord.

## Liste des espèces
Selon FUNET Tree of Life (26 juin 2020) :
- Incisalia augustinus (Westwood, 1852)
- Incisalia fotis (Strecker, [1878])
- Incisalia mossii (H. Edwards, 1881)
- Incisalia polios Cook & Watson, 1907
- Incisalia irus (Godart, [1824])
- Incisalia henrici (Grote & Robinson, 1867)
- Incisalia lanoraieensis Sheppard, 1934
- Incisalia niphon (Hübner, [1819])
- Incisalia eryphon (Boisduval, 1852)

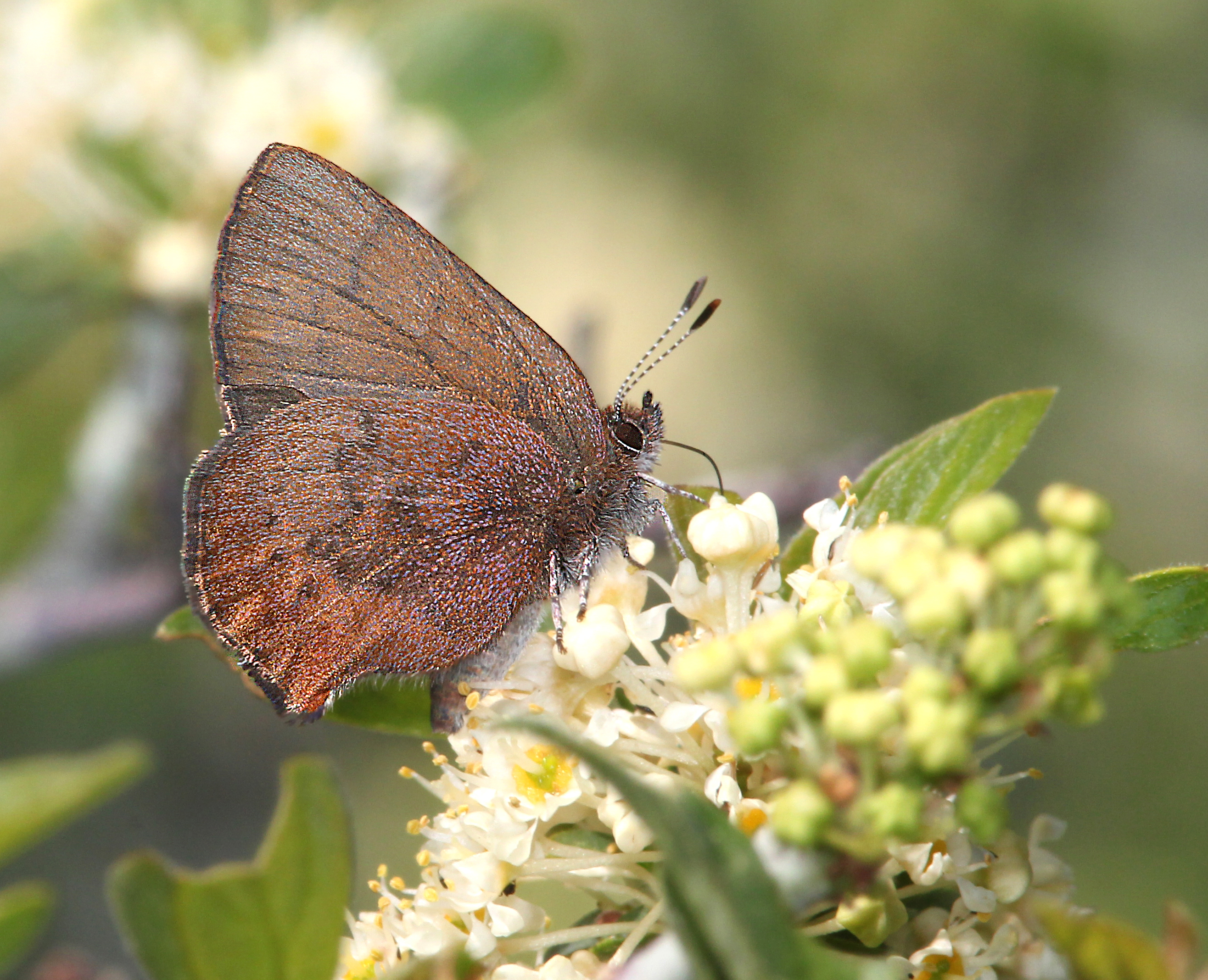
Incisalia augustinus
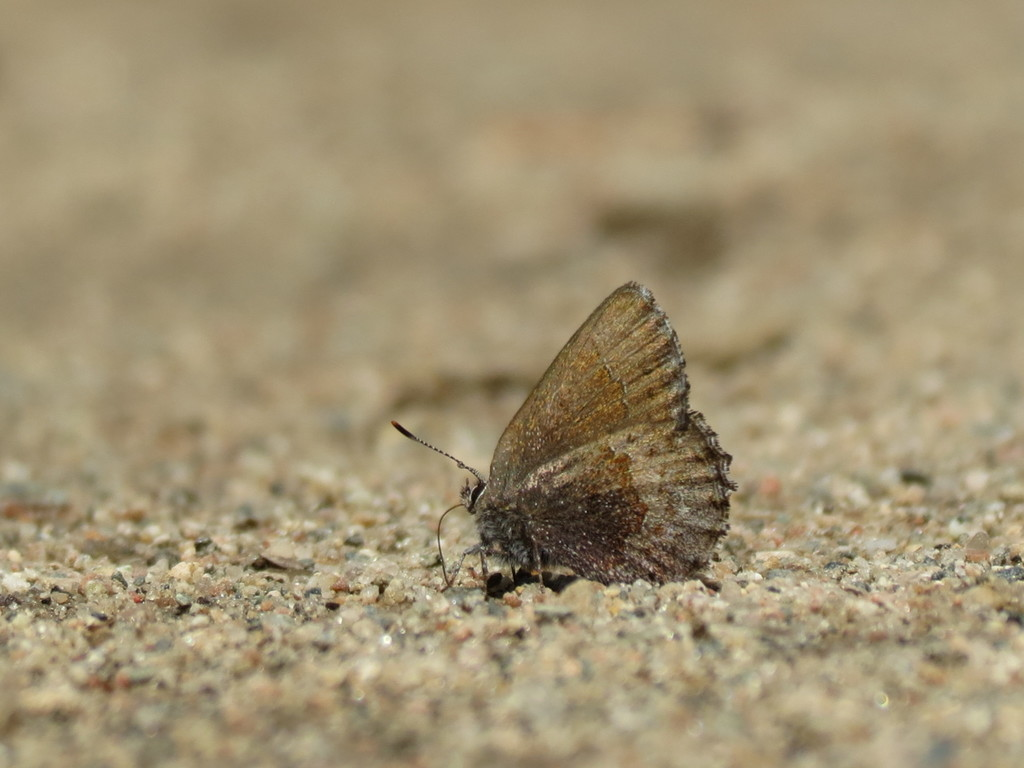
Incisalia polios
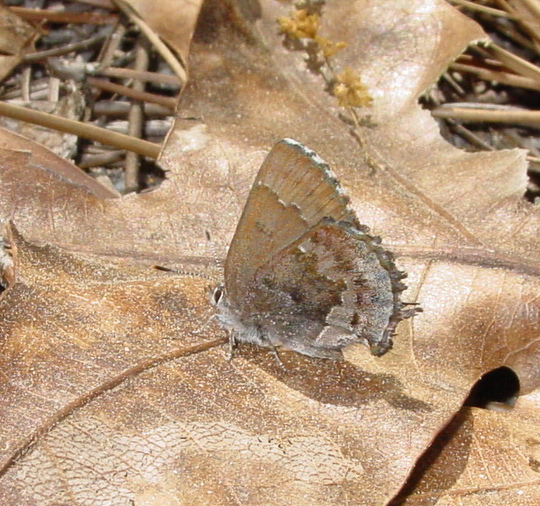
Incisalia irus
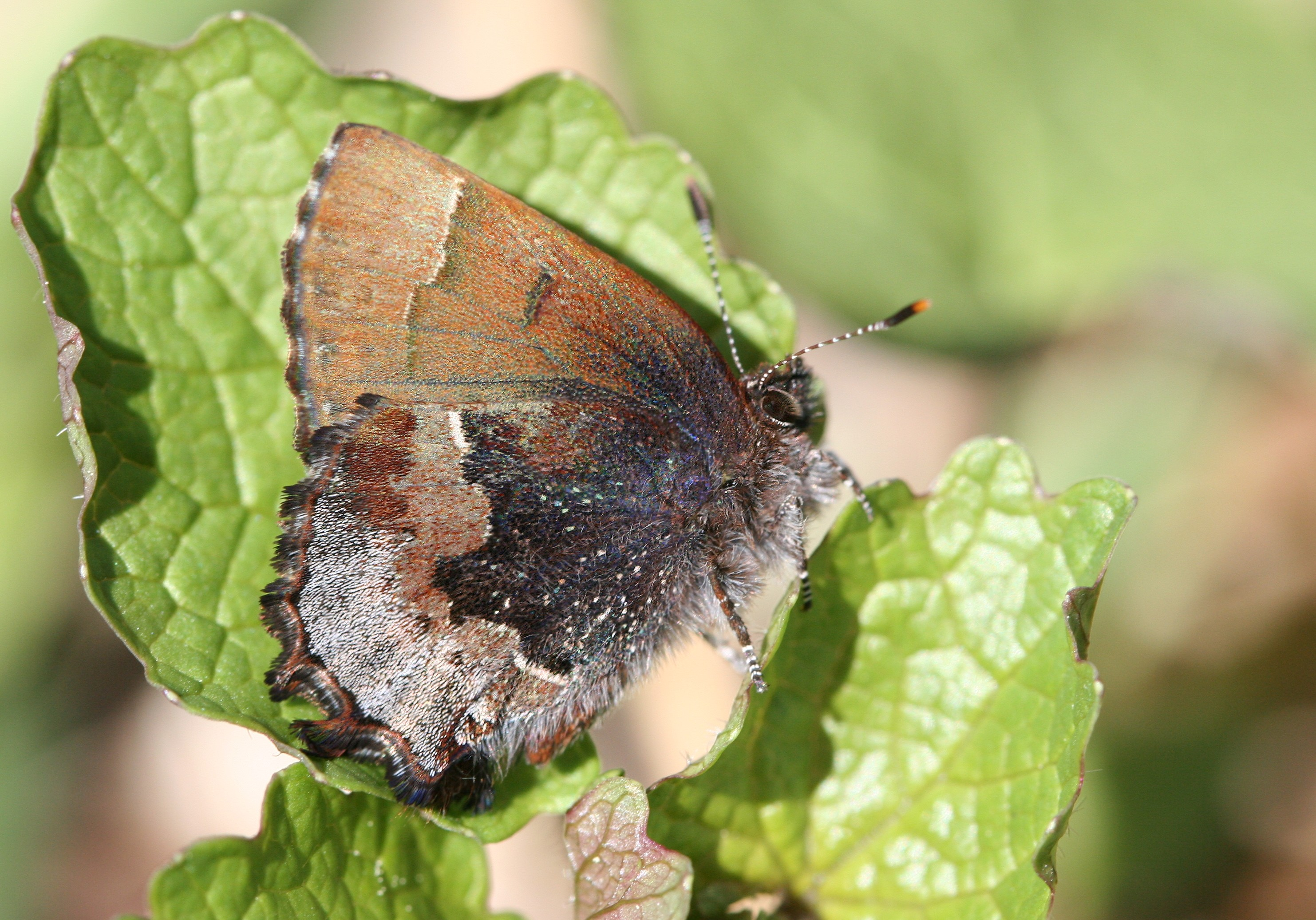
Incisalia henrici
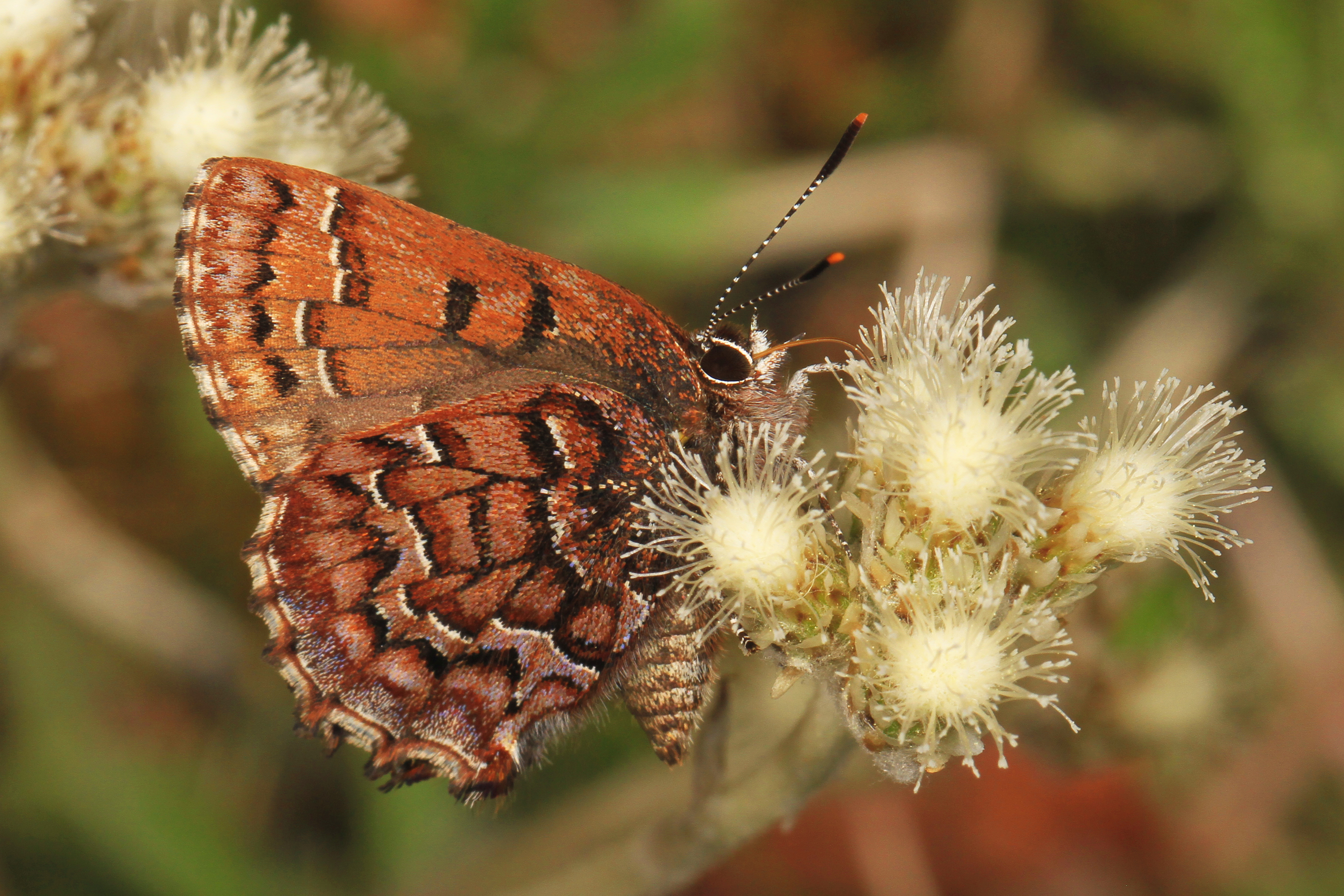
Incisalia niphon
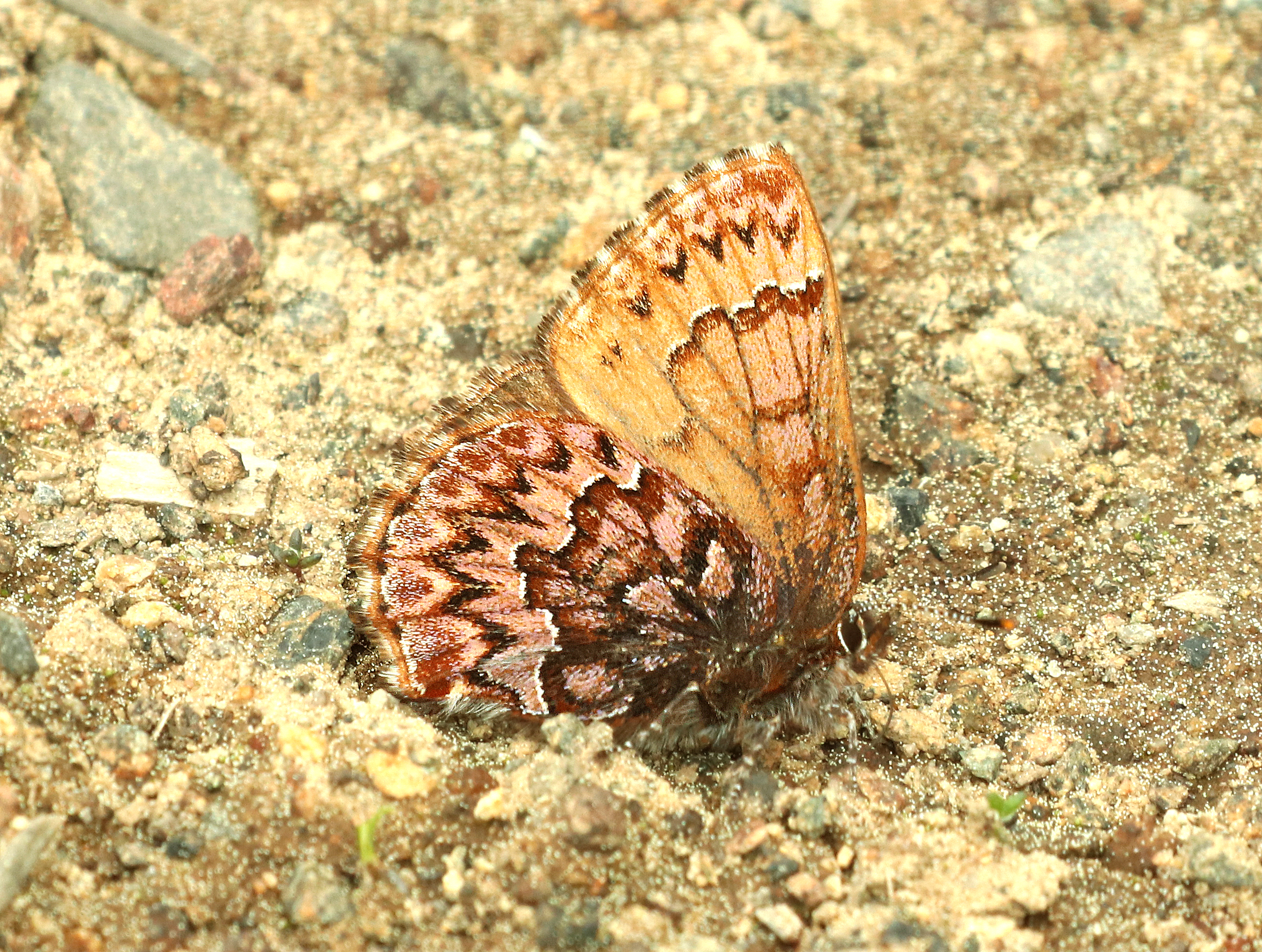
Incisalia eryphon